# Lista de prefeitos de Milagres (Ceará)
Esta é a lista de prefeitos do município de Milagres, estado brasileiro do Ceará.

## Intendentes
O primeiro Intendente nomeado para o município de Milagres que se há registros é Manoel de Jesus da Conceição Cunha, entre as décadas de 1860 e 1870, conforme registros do jornal A Constituição.
O mesmo foi sucedido por Antônio Leite Rabelo da cunha, e posteriormente pelo Coronel Domingos Leite Furtado.[carece de fontes?]
Segundo o Almanaque Administrativo, Estatístico, Mercantil, Industrial e Literário do Estado do Ceará dos anos de 1896,1898 e 1899, o Intendente em exercício é Bernardino Manoel de Moraes.
Já no Almanaque do ano de 1902, o Intendente é Bernardino Furtado de Morais.
Também foi Intendente o Tenente-coronel Antônio Gomes de Lacerda.
| N  | Nome                                | Imagem                              | Vice-Prefeito                | Partido                                          | Início do Mandato       | Fim do Mandato                          | Observações                                                        |
| -- | ----------------------------------- | ----------------------------------- | ---------------------------- | ------------------------------------------------ | ----------------------- | --------------------------------------- | ------------------------------------------------------------------ |
| 1  | Cel. Raimundo Alves Pereira         |                                     | -                            | Partido Republicano Conservador                  | 1915                    | 1925                                    | Prefeito nomeado pelo governador Benjamim Liberato Barroso         |
| 2  | Cícero Leite Dantas                 |                                     | -                            | -                                                | 1° de fevereiro de 1926 | 8 de outubro de 1930                    | Prefeito eleito em sufrágio universal                              |
| 3  | João Fechine de Melo                |                                     | -                            | -                                                | 9 de outubro de 1930    | 17 de maio de 1936                      | Prefeito nomeado pelo Governador do Estado Manuel Fernandes Távora |
| 4  | Cel. Raimundo Alves Pereira         |                                     | -                            | Partido Social Democrata PSD                     | 18 de maio de 1936      | 1940                                    | Prefeito eleito em sufrágio universal                              |
| 5  | Aloísio Franklin do Nascimento      |                                     | -                            | -                                                | 1940                    | 1944                                    | Prefeito nomeado pelo Governador do EstadoFrancisco Pimentel       |
| 6  | Isaías Bezerra Leite                |                                     | -                            | -                                                | 1945                    | 30 de janeiro de 1948                   | Prefeito nomeado pelo Governador do EstadoBeni Carvalho            |
| 7  | Clicério Martins Pereira            |                                     | -                            | Partido Social Democrático PSD                   | 31 de janeiro de 1948   | 30 janeiro de 1950                      | Prefeito eleito em sufrágio universal                              |
| 8  | Antenor Ferreira Lins               |                                     | -                            | União Democrática Nacional UDN                   | 31 de janeiro 1951      | 30 de janeiro de 1955                   | Prefeito eleito em sufrágio universal                              |
| 9  | Sebastião Cavalcanti                |                                     | -                            | União Democrática Nacional UDN                   | 31 de janeiro de 1955   | 30 de janeiro de 1959                   | Prefeito eleito em sufrágio universal                              |
| 10 | Edmilson Coelho Pereira             |                                     | José Osmar Gomes Coelho      | Partido Social Democrático PSD                   | 31 de janeiro de 1959   | 30 de janeiro de 1962                   | Prefeito eleito em sufrágio universal                              |
| 11 | Antenor Ferreira Lins               |                                     | José Xavier Dantas           | União Democrática Nacional UDN                   | 31 de janeiro de 1963   | 30 de janeiro de 1967                   | Prefeito eleito em sufrágio universal                              |
| 12 | Elísio Leite de Araújo              |                                     | Sandoval Lins de Albuquerque | Aliança Renovadora Nacional ARENA                | 31 de janeiro de 1967   | 30 de janeiro de 1970                   | Prefeito eleito em sufrágio universal                              |
| 13 | Edmilson Coelho Pereira             |                                     | Pedro Gorgonha de Farias     | Aliança Renovadora Nacional ARENA                | 31 de janeiro de 1970   | 30 de janeiro de 1973                   | Prefeito eleito em sufrágio universal                              |
| 14 | Francisco Gilvan Morais             |                                     | Sandoval Lins de Albuquerque | Aliança Renovadora Nacional ARENA                | 31 de janeiro de 1973   | 31 de janeiro de 1977                   | Prefeito eleito em sufrágio universal                              |
| 15 | Elísio Leite de Araújo              |                                     | Edmilson Coelho Pereira      | Aliança Renovadora Nacional ARENA                | 1° de fevereiro de 1977 | 31 de janeiro de 1983                   | Prefeito eleito em sufrágio universal                              |
| 16 | Francisco Gilvan Morais             |                                     | Djalma Sobreira Dantas       | Partido Democrático Social PDS                   | 1° de fevereiro de 1983 | 31 de dezembro de 1988                  | Prefeito eleito em sufrágio universal                              |
| 17 | Hellosman Sampaio de Lacerda        |                                     | Edmilson Coelho Pereira      | Partido do Movimento Democrático Brasileiro PMDB | 1° de janeiro de 1989   | 31 de dezembro de 1992                  | Prefeito eleito em sufrágio universal                              |
| 18 | Fernando Alves Tavares              |                                     | Antônio Ellery Cartaxo Silva | Partido Social Trabalhista PST                   | 1° de janeiro de 1993   | 31 de dezembro de 1996                  | Prefeito eleito em sufrágio universal                              |
| 19 | Hellosman Sampaio de Lacerda        |                                     | Desconhecido                 | Partido do Movimento Democrático Brasileiro PMDB | 1° de janeiro de 1997   | 31 de dezembro de 2000                  | Prefeito eleito em sufrágio universal                              |
| 20 | Hellosman Sampaio de Lacerda        | Francisco Gilvan Morais             | 1° de janeiro de 2001        | Partido do Movimento Democrático Brasileiro PMDB | 31 de dezembro de 2004  | Prefeito reeleito em sufrágio universal |                                                                    |
| 21 | Meire Francisca Lacerda de Medeiros |                                     | Francisco Fernandes          | Partido do Movimento Democrático Brasileiro PMDB | 1º de janeiro de 2005   | 31 de dezembro de 2008                  | Prefeita eleita em sufrágio universal                              |
| 22 | Hellosman Sampaio de Lacerda        |                                     | Clístenes Figueira Santos    | Partido do Movimento Democrático Brasileiro PMDB | 1° de janeiro de 2009   | 31 de dezembro de 2012                  | Prefeito eleito em sufrágio universal                              |
| 22 | Hellosman Sampaio de Lacerda        | Francisca Normélia Sisnando Eugênio | 1° de janeiro de 2013        | Partido do Movimento Democrático Brasileiro PMDB | 31 de dezembro de 2016  | Prefeito reeleito em sufrágio universal |                                                                    |
| 23 | Lielson Macedo Landim               |                                     | Abraão Sampaio de Lacerda    | Partido Democrático Trabalhista PDT              | 1° de janeiro de 2017   | 31 de dezembro de 2020                  | Prefeito eleito em sufrágio universal                              |
| 24 | Cícero Alves de Figueiredo          |                                     | Anderson Eugênio de Oliveira | Partido Democrático Trabalhista PDT              | 1° de janeiro de 2021   | 31 de dezembro de 2024                  | Prefeito eleito em sufrágio universal                              |
| 25 | Anderson Eugênio de Oliveira        |                                     | Elisângela Crisóstomo Landim | Movimento Democrático Brasileiro PMDB            | 1° de janeiro de 2025   | Atualmente                              | Prefeito eleito em sufrágio universal                              |